# Kirby Doyle
Kirby Doyle (født 27. november 1932, død 14. april 2003) var amerikansk digter og med i The New York Poetry Movement, den såkaldte "tredje generation" inden for den amerikanske modernistiske lyrik. Han var også en af digterne med tilknytning til San Francisco-renæssancen og med til at lægge grunden for beatlyrikken i San Francisco. Han skrev desuden romaner.
Doyle blev født i San Francisco og hed egentlig Stanton til fornavn. Efter sin militærtjeneste studerede han kunst og finere madlavning på San Francisco State University, hvor han udgav adskillige digte i skolens litterære magasin. På den måde kom han i kontakt med Robert Duncan, Lew Welch og Kenneth Rexroth, der grundlagde New American Poetry-bevægelsen. Disse digtere lagde vægt på det talte ords direkthed frem for den formelle lyrik.
I slutningen af 1950'erne skrev Doyle Sapphobones, der er en samling muntre og stemningsfulde kærlighedsdigte. Hans værker blev udgivet sammen med værker af Jack Kerouac, Lawrence Ferlinghetti og Allen Ginsberg i forårsnummeret af Chicago Review i 1958.
Selvom han i sine værker fastholdt det direkte i det dagligdags sprog, kunne han også være lyrisk og rapsodisk, og hans lyrik var nu og da også humoristisk.
Doyle var alkoholiker og stofmisbruger det meste af sit liv. Digteren Michael McClure sagde om ham, at "han var en flot irsk-amerikansk slyngel med et stort smil. Han var en ægte beattype, afslappet og med et kæmpe grin. Hans lyrik var smukke sager."

## Værker
- Sapphobones
- Ode to John Garfield
- Angel Faint
- Happiness Bastard
- The Collected Poems of Kirby Doyle’
- After Olson
- The Questlock: Gymnopaean of A. Dianaei O'Tamal
- Lyric Poems
- Crime, Justice & Tragedy and Das 'Erde Profundus
- Pre American Ode
- White Flesh

Denne artikel er en oversættelse af artiklen Kirby Doyle på den engelske Wikipedia. 